# Cinturón de Hierro de Bilbao
El Cinturón de Hierro de Bilbao hace referencia a un sistema de fortificación formado por túneles, búnkeres y trincheras construido durante la guerra civil española alrededor de la ciudad de Bilbao con el objetivo de defender la ciudad ante ataques enemigos.
A pesar del enorme esfuerzo económico y los recursos invertidos en su construcción, cuando las tropas sublevadas atacaron estas fortificaciones (que se encontraban incompletas), las defensas bilbaínas quedaron rápidamente en inferioridad. Cuando se produjo el asalto final de las brigadas sublevadas, los fortines de la línea no resistieron los bombardeos de artillería y aviación ni tampoco lograron evitar la caída de Bilbao, debido a que el ejército invasor conocía con exactitud las posiciones enemigas, ya que el ingeniero que dirigió su construcción, Alejandro Goicoechea, les facilitó esta información. A posteriori, la eficacia del Cinturón de Hierro ha sido elogiada por unos y criticada por otros.

## Características
Consistía en dos líneas defensivas con una distancia entre ellas de unos 200 o 300 metros aproximadamente, que carecían de profundidad y protección por los flancos y que estaban situadas en las cumbres de las colinas, sin camuflaje alguno. Esta línea estaba compuesta de 180 complejos de búnkeres de hormigón reforzado de hasta 70 cm de espesor, equipando además baterías como la que se puede ver en Punta Lucero. También algunas partes de este perímetro defensivo consistían en pequeñas y poco profundas trincheras, las cuales estaban constituidas formando una línea recta y continua (que permitía el tránsito de tropas de un sector a otro), pero construidas con profundas (es decir, una sola línea sin el refuerzo de otras a nivel secundario, lo que hacía las trincheras más vulnerables a un ataque frontal); la misma línea de trincheras carecía de protección suficiente ante ataques aéreos, y de hecho la aviación de los sublevados la atacó con relativa facilidad desde sus primeras etapas de construcción, al punto que en la fecha de la ofensiva final de los rebeldes solo el 28 % de las trincheras estaba en condiciones óptimas de cumplir su cometido.
No obstante, ya desde su concepción contaba con una serie de defectos que lo condenaron. Y es que contaba con trincheras rectilíneas, de fácil localización por la aviación y mal protegidas frente a ataques aéreos. Sus nidos de ametralladoras estaban concebidos y protegidos contra artillería de calibre 10,5 cm, sin tener en cuenta que el enemigo empleaba un gran número de piezas de calibre muy superior. En último punto, resulta incomprensible pero las fortificaciones del Cinturón de Hierro no se apoyan en obstáculos naturales que haya presentes en la zona, que en el caso de Bilbao son numerosos. En definitiva, el Cinturón de Hierro tenía demasiados puntos débiles como para ser un instrumento plenamente efectivo pero, ante esto, está la traición de Goicoechea, que no era otro que su creador. Lo cierto es que, además de que este se pasase al bando sublevado, la mediocridad de las defensas bilbaínas muy posiblemente esté relacionada con la planificación previa de Goicoechea.

## Historia

### Construcción
En septiembre de 1936, el recién creado Eusko Gudarostea (Ejército vasco), ejército dirigido por el también recientemente formado Gobierno vasco de José Antonio Aguirre y formado por batallones de distintas ideologías, se mantenía ante las tropas del general Mola tan solo en Vizcaya, la zona oeste de Guipúzcoa y parte del noroeste de Álava. Y en el plano militar, la superioridad militar de los sublevados era patente. Para tratar de evitar la caída de Vizcaya en manos de los sublevados, el Gobierno vasco levantó el denominado Cinturón de Hierro, una línea defensiva estática, destinado a la defensa de Bilbao, siguiendo las instrucciones del coronel Alberto de Montaud y Noguerol. 

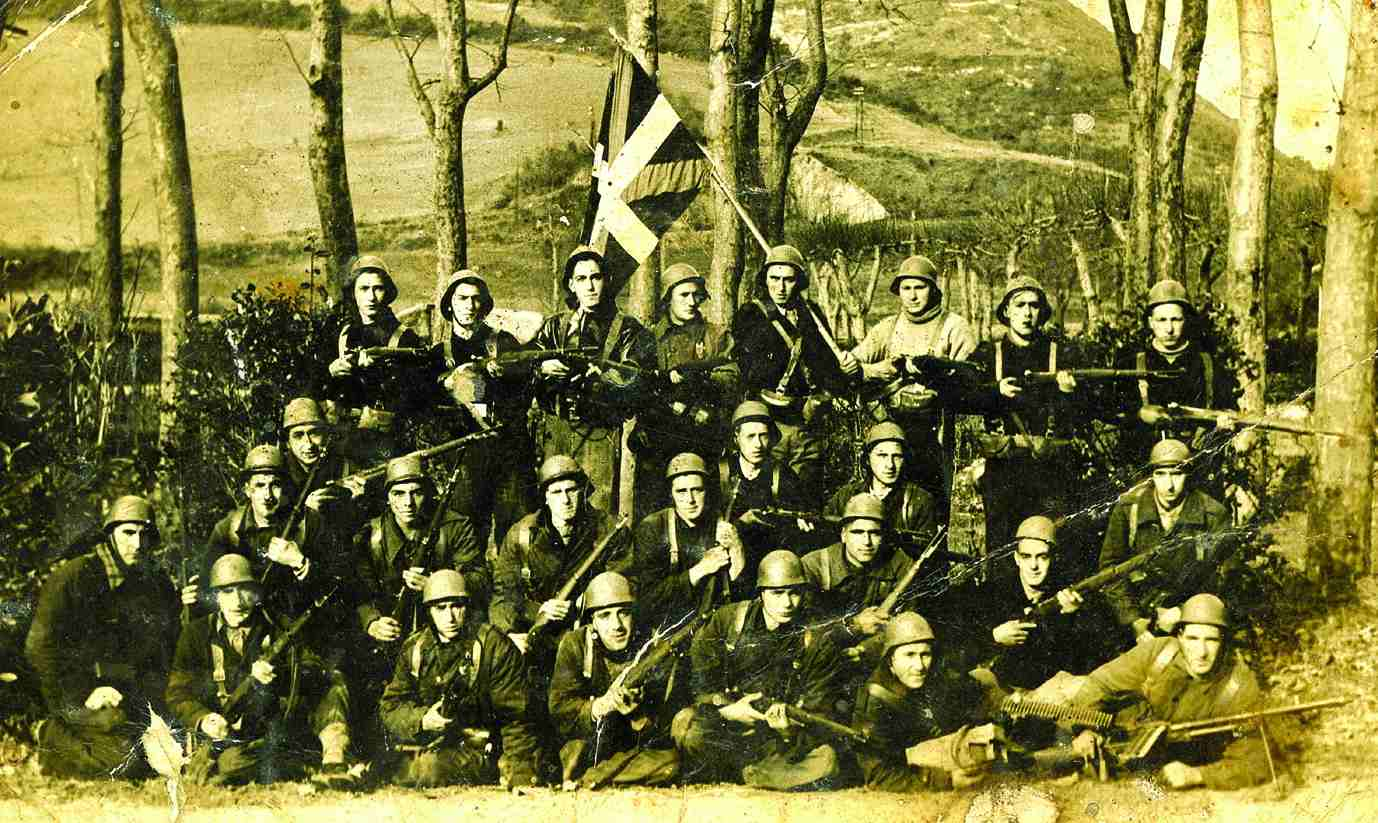
Soldados vascos del Batallón Amaiur - del Eusko Gudarostea (ejército vasco) - 1937.

De todos modos, como concepción militar, esta línea de trincheras y búnkeres respondía a la estrategia de defensa estática procedente de los altos mandos franceses en la Primera Guerra Mundial (quienes después de esa guerra construyeron la Línea Maginot) compartida entonces por la mayoría de los estados mayores en ejércitos de muchos países del mundo. Como ejemplos de fortificaciones construidas bajo esa premisa durante esta época, cabe citar la Línea Mannerheim en Finlandia, la Línea Mareth en Túnez, la Línea Sigfrido en la Alemania nazi, la Línea Metaxas en Grecia o la Línea XYZ en la propia guerra española.
El presupuesto ascendió a 50 millones de pesetas, con un perímetro proyectado de 80 kilómetros[cita requerida] y contaría con búnkeres, trincheras y numerosos puestos de ametralladoras y artillería. En su construcción participaron trece arquitectos, doce ingenieros industriales, dos ingenieros de minas, un ingeniero agrónomo, tres aparejadores y dieciséis contratistas, todos coordinados por el capitán de Ingenieros Alejandro Goicoechea, posterior inventor del tren "Talgo", y con la ayuda su ayudante, el capitán Pedro Murga. Trabajaron en esta obra 8500 trabajadores habituales desde noviembre de 1936, si bien a inicios de 1937 esta cifra disminuyó sustancialmente a poco menos de 3000 operarios. A pesar del ingente esfuerzo invertido, cuando se produjo la ofensiva final de los rebeldes gran parte de la línea defensiva está todavía sin finalizar y solo el 28 % de las defensas estaba en condiciones óptimas de resistir un ataque.
Los oficiales Murga y Anglada ya habían sido fusilados a fines de 1936 después de ser descubiertos por las autoridades republicanas intentando entregar planos a agentes rebeldes. El promonárquico Goicoechea tuvo más éxito y consiguió pasar las líneas del frente en febrero de 1937, llevándose consigo todos los planos e información que pudo recolectar sobre el entramado defensivo. De esta forma, los mandos del Ejército franquista pudieron saber que en el sector del monte Gaztelumendi, a unos 12 kilómetros al este de Bilbao, el cinturón poseía una sola línea de defensa en deficiente estado. A inicios de mayo los sublevados lanzaron un potente ataque apoyado por aviones, principalmente italianos de la Aviación Legionaria y de los alemanes de la Legión Cóndor, que pulverizó las defensas bilbaínas y desorganizó las líneas del Cinturón de Hierro. Hasta entonces gran parte de los soldados del Eusko Gudarostea, bajo influencia de la propaganda republicana, creían que el Cinturón era una línea casi inexpugnable, siendo sorprendidos por la fragilidad de las defensas.

### El asalto y caída delCinturón de Hierro

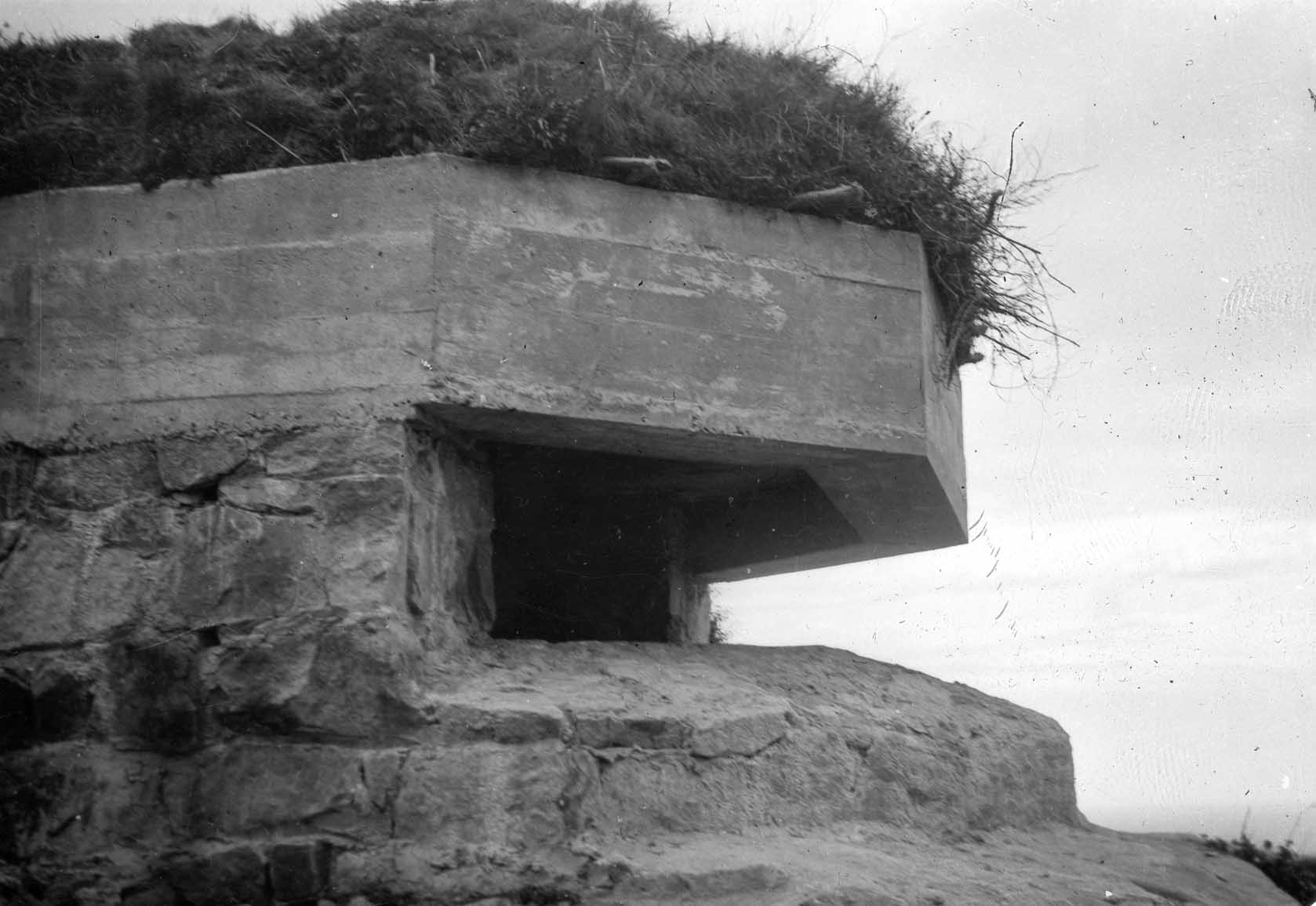
Nido de ametralladoras en una de las secciones del Cinturón de Hierro

El 11 de junio el Ejército sublevado lanzó su ofensiva final contra Bilbao, comenzando esta con un bombardeo preliminar de 150 piezas de artillería que se vio acompañado por los ataques aéreos de la Legión Cóndor y la Aviación Legionaria. Aquel golpe quebrantó la resistencia de los defensores vascos que se habían concentrado en la última cota de terreno inmediatamente anterior al "Cinturón". Al anochecer de aquel día los coroneles sublevados García Valiño, Bautista Sánchez y Bartomeu, al mando de tres brigadas navarras, alcanzaron la línea defensiva. Los bombardeos aéreos y artilleros se prolongaron durante toda la noche. El 12 de junio, una vez que las baterías y las oleadas de aviones habían machacado el Cinturón de hierro durante horas, los navarros de Sánchez Bautista atacaron las defensas del monte Gaztelumendi(LARRABETZU) en el que era conocido que el sistema defensivo era más débil e incompleto. Los franquistas lanzaron un nuevo bombardeo de artillería, por lo que los defensores vascos no pudieron distinguir en qué momento preciso terminaban los bombardeos y empezaba el ataque. En medio del humo y la confusión, las unidades vascas sintieron la amenaza de verse rodeadas y se retiraron precipitadamente de sus defensas. La resistencia del Cinturón de hierro había durado menos de dos días y aunque solo había caído una sección del frente, las tropas de otros sectores abandonaron las defensas de toda la línea del Cinturón.